# Таджеддиногуллары
Таджеддиногуллары (осман. تاج الدين اوغللری‎) — тюркский бейлик, существовавший в 1362—1428 годах. В эмират входили Никсар, долина Фанария (долина реки Ликос), Сонуса, Искефсир. К побережью его владения выходили в области Лимнии (вокруг устья реки Ирис) и Инея.
Азиз бин Ардашир Астарабади  и османские историки называли бейлик Джаник.

## История
Окрестности Никсара были отвоёваны у Трапезундской империи в конце XII века и присоединены к Конийскому султанату. Затем он попал под власть Эретнаогуллары. В конце XIII-начале XIV века земли между Джандарогуллары и Трапезундской империей контролировал некий эмир Доганджик. Аль-Умари называл Доганджика заместителем Джандарида Сулеймана-бея в 1309 году.  
При поддержке Чобанида Хасана Тимурташоглу Доганджик  аннексировал Амасью. Претендовавший на Амасью Эретна-бей находился покровительством мамлюкского бейлербея Мелика Насира, который расширил свои территории до Малатьи и Дивриги. После смерти Мелика Насира Эретна-бей организовал поход против Доганджика под командованием  вали Самсуна  Зейнеддина Тули-бея. В 1341 году Тули-бей прибыл в Амасью и вынудил Доганджика отступить в Никсар. Историк из Амасьи Хусейн Хусамеддин утверждал, что он идентифицировал одно из захоронений (не сохранившихся до наших дней), расположенное недалеко от захоронения Данишменда Гази, как захоронение Доганджика. Дата на надгробии была 747 (1347) или 749 (1349). В надписи на надгробии Доганджик назван Доганшахом.  Х. Хусамеддин утверждал, что существует документ, по которому  Доганджик происходил от Абу Бакра аль-Кемахи. Х. Хусамеддин утверждал, что Доганшах основал бейлик и был отцом Таджеддина. Однако это сомнительно. Большинство источников называют основателем бейлика Таджеддина и приписывают ему другую генеалогию. Автор книги о бейлике, К. Дилчимен,  полагал, что «если верить генеалогии Хусейна Хусамеддина, то можно утверждать, что Доганджик не имел никакого отношения к Таджеддину». Есть предположение, что Таджеддин происходил из огуззского племени чепни, поскольку в регионе Джаник кочевали семейства из этого племени.
Эмир Таджеддин упоминается Михаилом Панаретосом только с 1362 года. Владения Таджеддина простирались до Лимнии (устье реки Ирис) и Инея. Тюрки Таджеддина вели традиционный кочевой образ жизни, перегоняя стада летом в горы, а зимой спускаясь в дельту Ириса. Император Алексей III был вынужден часто посещать Лимнию, чтобы оттеснить кочевников Таджеддина. В 1362 году на фоне ухудшавшихся отношений с Кади Бурханеддином Таджеддин посватался к дочери императора Трапезунда Алексея III, но на этот раз он получил отказ. Алексей боялся нарушить отношения со своим зятем и соседом  Хаджи Амиром Ибрагимом, с которым враждовал Таджеддин. В 1379 году Алексей, опасаясь эмира Кара-Хисара Кылыч Арслана, принял предложение Таджеддина и отдал дочь Евдокию в жёны Таджеддину.
Таджеддин вёл непрерывную борьбу с Кади Бурханеддином за независимость бейлика. Он заключал союзы с эмиром Амасьи Хаджи Шадгельды, с его сыном эмиром Ахмедом, с эмиром Токата Сайиди Хусамой, но не смог защитить  Никсар, который был захвачен и разграблен Кади Бурханеддином. В связи с невозможностью расширить территории на юг (там находились земли Бурханеддина), Таджеддин решил расширяться за счёт территорий Хаджи Амира Ибрагима, используя конфликт последнего с сыном Сулейманом. В октябре 1386 года Таджеддин собрал армию из 12000 человек и напал на Сулеймана, но того поддержал Кади Бурханеддин. 24 октября 1386 года состоялось сражение, в котором Таджеддин потерпел поражение и погиб. Воспользовавшись ослаблением эмирата Таджеддина после смерти правителя, Кади Бурхадеддин захватил Искефсир и  присоединил его к землям сына Хаджи Амира Сулеймана. 
После смерти Таджеддина беем стал его старший сын Махмуд. Поскольку он пытался отвоевать Никсар, Бурханеддин построил у моста на реке Баг две крепости для защиты Никсара от сыновей Таджеддина. В 1392/93 году Бурхареддин захватил долину Фанарию, чем отодвинул границу бейлика восточнее реки Ирис. В ответ Махмуд вместе с братом Алп-Арсланом спровоцировали нападение османского султана Баязида I на Бурханеддина. Но вскоре сыновья Таджеддина поссорились.   Алп-Арслан  обратился к Кади Бурханеддину за помощью против брата и захватил западную часть бейлика. Но в 1394 году Бурханеддин совершил рейд в горные районы бейлика и казнил Алп-Арслана, сомневаясь в его верности.  В 1397/98 году Кади Бурханеддин погиб из-за конфликта с Османом Кара-Юлуком. Сын Кади призвал Баязида I на помощь и земли государства Бурханеддина перешли к Баязиду. В 1398 году Махмуд был вынужден пойти на службу к османскому султану.

### В период османского междуцарствия
Согласно  Х. Хусамеддину  после битвы при Анкаре в 1402 году Тимур дал ярлык на правление в регионе Джаник некоему Кара Таджеддину Девлетшаху. Он был сыном  Мелика Насреддин Бахтияра-бея, бывшего османского вали Анкары. Кара Девлетшах начал деятельность на службе у Хаджи Шадгельды и Деватдара Ахмеда-паши, но затем перешёл к Кади Бурханеддину. Азиз Астарабади писал, что Бурханеддин назначил Девлетшаха вали города Турхал, расположенного между Амасьей и Токатом. Девлетшах противостоял Мехмеду Челеби, они сразились у деревни Хакала (Кагала) на окраине Амасьи, где Девлетшах располагался лагерем с частью своей армии.  Он был побеждён и убит одним из рабов Мехмеда.   
В 1404 году Руй Гонсалес де Клавихо ехал с посольством к Тамерлану вдоль анатолийского побережья Чёрного моря. По словам путешественника окрестности Орду принадлежали некоему эмиру Арзамиру, даннику Тамерлана. У. Миллер не сомневался, что этот эмир был сыном Таджеддина и Евдокии, а Э. Брайер назвал его «вероятным преемником Таджеддина Альтамуром».   
В какой-то момент времени регионом завладел Джунейд Кубадоглу (потомок Кей-Кавуса II), который стал править в Ладике.  У Альп Арслана бен Таджеддин было два сына — Хусамеддин Хасан и Хусамеддин Мехмед Явуз. Нет данных о том, где они были до и после битвы при Анкаре. Известно, что в 1410-х годах Хусамеддин Хасан убил Джунейда Кубадоглу  и захватил Джаник. Во времена Хасан-бея бейлербей Амасьи Лала Мурада II Йоргуч-паша  хотел захватить бейлик. Он пригласил Хасан-бея на свадьбу, намереваясь его там арестовать. Поскольку Хасан-бей был уве́домлен о ловушке Йоргуча-паша, он передал ему: «Если цель состоит в том, чтобы отнять у меня мой родной город, то это не выйдет».  
Бейлик Таджеддиногуллары с центром в Никсаре, был вторым по величине туркменским бейликом в постмонгольский период.  В 1379 году Таджеддиногуллары  выступили против Трапезунда и захватили область устья Ешилирмака. Согласно записи, датированной 1386 годом, у Таджеддиногуллары было 12000 солдат. Это соответствует населению более 60000 человек.

### Потомки Таджеддина в Османской империи
В  1428 году Хасану пришлось сдаться Йоргучу, после чего он  был отправлен в Эдирне к Мураду, а затем в Бурсу в заключение. Самсун был отдан Хызыру-бею, сыну Йоргуча. Затем Хасан сбежал, но через два года сдался султану и согласно Ашикпашазаде получил санджак в Румелии. 
В 1423 году во время мятежа Кучука Мустафы  Кара Махмуд-бей Таджеддиноглу служил претенденту и был назначен  им на пост бейлербея (командующего армией). Халкондил ошибочно называл Кара Махмуда «наследником правителя Эрзинджана». Первое столкновение закончилось победой Мехмета, командовавший войском Мустафы Махмуд Таджеддиноглу погиб. Подробный рассказ об этих событиях оставил Мехмед Нешри. По его словам, Мустафа был в хаммаме, когда Михалоглу с отрядом ворвался внутрь. Но  Махмуд Таджеддиноглу бросился к нему и встал на пути. В последовавшей схватке Михалоглу отрубили голову. Но когда Махмуд садился на коня, ему за ухо попала стрела,  пущенная рукой раба Михалоглу. Альтернативную версию смерти Махмуда изложил Саад-эд-дин. По его словам Махмуд был пленён вместе с Кучук Мустафой и казнён.
По мнению В.Миллера и А. Бриера последний великий мезасон Трапезундской империи, взятый в плен османами в 1461 году, носивший имя Альтамуриос, был сыном или внуком Альтамура и, тем самым, внуком или правнуком Таджеддина.

### Представители династии
|  |  |  |  |  |  |            |            |            |            | Таджеддин  |            |  |  |             |             |             |             |             |             |  |  |  |  |  |  |  |  |  |  |
|  |  |  |  |  |  |            |            |            |            |            |            |  |  |             |             |             |             |             |             |  |  |  |  |  |  |  |  |  |  |
|  |  |  |  |  |  |            |            |            |            |            |            |  |  |             |             |             |             |             |             |  |  |  |  |  |  |  |  |  |  |
|  |  |  |  |  |  | Алп-Арслан | Алп-Арслан | Алп-Арслан | Алп-Арслан | Алп-Арслан | Алп-Арслан |  |  | Кара Махмуд | Кара Махмуд | Кара Махмуд | Кара Махмуд | Кара Махмуд | Кара Махмуд |  |  |  |  |  |  |  |  |  |  |
|  |  |  |  |  |  | Алп-Арслан | Алп-Арслан | Алп-Арслан | Алп-Арслан | Алп-Арслан | Алп-Арслан |  |  | Кара Махмуд | Кара Махмуд | Кара Махмуд | Кара Махмуд | Кара Махмуд | Кара Махмуд |  |  |  |  |  |  |  |  |  |  |
|  |  |  |  |  |  |            |            |            |            |            |            |  |  |             |             |             |             |             |             |  |  |  |  |  |  |  |  |  |  |
|  |  |  |  |  |  | Хасан      | Хасан      | Хасан      | Хасан      | Хасан      | Хасан      |  |  | Мехмед Явуз | Мехмед Явуз | Мехмед Явуз | Мехмед Явуз | Мехмед Явуз | Мехмед Явуз |  |  |  |  |  |  |  |  |  |  |

| Даты                  | Правитель                            |
| --------------------- | ------------------------------------ |
| 1348 или до 1462-1386 | Таджеддин                            |
| 1386-1393             | Кара Махмуд (весь бейлик)            |
| 1393-1394             | Кара Махмуд (западная часть бейлика) |
| 1393-1394             | Алп-Арслан (восточная часть бейлика) |
| 1394-1398             | Кара Махмуд (западная часть бейлика) |
| 1398-1402             | османская оккупация                  |
| 1402-1410             | Девлетшах (не представитель семьи)   |
| 1410-1428             | Хусамеддин Хасан                     |
| 1428                  | захват бейлика османами              |